# Bhadaur
Bhadaur là một thành phố và là nơi đặt hội đồng đô thị (municipal council) của quận Sangrur thuộc bang Punjab, Ấn Độ.

## Địa lý
Bhadaur có vị trí 30°29′B 75°19′Đ / 30,48°B 75,32°Đ Nó có độ cao trung bình là 219 mét (718 foot).

## Nhân khẩu
Theo điều tra dân số năm 2001 của Ấn Độ, Bhadaur có dân số 16.818 người. Phái nam chiếm 53% tổng số dân và phái nữ chiếm 47%. Bhadaur có tỷ lệ 50% biết đọc biết viết, thấp hơn tỷ lệ trung bình toàn quốc là 59,5%: tỷ lệ cho phái nam là 54%, và tỷ lệ cho phái nữ là 46%. Tại Bhadaur, 13% dân số nhỏ hơn 6 tuổi.